# Hofstaat
El Hofstaat (lit. "corte") se refiere al conjunto de alta servidumbre y servidores de diverso rango que atendieron a la Casa de Habsburgo en sus distintas residencias y sedes palatinas, desde 1527 hasta la caída de la monarquía en 1918. Por ello, la corte existió al tiempo que los Habsburgo fueron, emperadores germánicos (hasta 1806), emperadores de Austria (1806-1867) y emperadores de Austria y reyes de Hungría (1867-1918).

## Origen
La organización básica de la corte fue creada por el emperador Fernando I con la Hofordnung (Ordenanza de la Corte) de 1527. Con ella, se buscó equiparar la corte de los Habsburgo a otras cortes similares europeas. Fue con esta ordenanza y con otras de años posteriores cuando se crearon los cuatro Oberste Hofchargen (Grandes Cargos de la Corte), que dirigirían la institución hasta 1918.

## Oberste Hofchargen(Grandes Cargos de la Corte)
Eran cuatro y de cada uno dependían distintos departamentos. Dichos cargos eran ocupados por miembros de la alta nobleza y con frecuencia eran vitalicios, durando hasta la muerte del poseedor del cargo o del propio emperador. Aunque desde 1867 eran comunes tanto en Austria como en Hungría, en esta mitad del imperio también existía el Hofmarschall in Ungarn (Mariscal de la Corte en Hungría). 
- Obersthofmeister (Gran Maestre de la Corte): el cargo fue creado el 1 de enero de 1527.[1]Era la autoridad suprema de la corte imperial y manejaba desde los aspectos económicos, el servicio diario, la guardia imperial, la capilla y el personal médico al servicio del emperador.[2]
- Oberstkämmerer (Gran Chambelán): el cargo fue creado el 1 de enero de 1527, junto con el anterior.[1]En origen se encargaba de la "cámara" del emperador, es decir, sus aposentos particulares, con el tiempo su rol cambió a gestionar el acceso al emperador, es decir, las audiencias. También estaban bajo su cargo las colecciones de arte del emperador, en origen privadas, luego convertidas en grandes museos públicos.[2]
- Obersthofmarschall (Gran Mariscal de la Corte): el cargo fue creado el 2 de marzo de 1562.[1]En origen era el responsable directo de toda la servidumbre, pero hacia el siglo XIX sus funciones se habían reducido a la gestión de cuestiones legales de la corte.[2]
- Oberststallmeiter (Gran Caballerizo): fue el último cargo en crearse, el 1 de febrero de 1572, en este caso por el emperador Maximiliano II.[1]Bajo su autoridad estaban los establos imperiales, los carruajes y la gestión de los desplazamientos del emperador y su familia, incluyendo ferrocarril y coches ya en el siglo XIX. Su departamento también era responsable de la escuela de equitación y de la cría de caballos, por ello también participaba del esplendor de la corte a través de la equitación y los lujosos carruajes, era uno de los departamentos más extensos de la corte.[2]

## Hofdienste(Servicios de la Corte)
Dichos cargos, también ocupados por la alta nobleza, eran la segunda jerarquía en la institución, encargándose de tareas más específicas como segundos de los grandes cargos.
- Oberstküchenmeister (Gran Maestro de Cocina): se encargaba de dirigir el Hofwirthschaft (Departamento del servicio y menaje de la Corte).
- Oberstsilberkämmerer (Gran Chambelán de la Plata): gestionaba la Hoftafel- und Silberkammer (Cámara de la Mantelería y la Plata de la Corte), es decir todas las vajillas y adornos de mesa ya fueran de plata, bronce o porcelana, así como la mantelería para la mesa imperial.
- Oberststabelmeister (Gran Maestro de los Establos)
- Oberstjägermeister (Gran Cazador): el responsable de la organización de las cacerías de la corte.
- Ober-Ceremonienmeister (Alto Maestro de Ceremonias)

## Obersthofmeister-Stab(Plantilla del Gran Maestre de la Corte)
Se dividía en varias secciones y departamentos.
- Obersthofmeister-Amt (Departamento del Gran Maestre de la Corte): se encargaba de toda la administración y contabilidad de la corte, además del servicio de telégrafos, del servicio de viajes, de la Hof-Capelle (Capilla de la Corte) y de los Leib und Hof-Aerzte (Médicos de Cámara y de la Corte).
- Administrationen (Administraciones): incluían las direcciones de la Hof-bibliothek (Biblioteca de la Corte), el Naturhistorischen Hof-Museums (Museo de Historia Natural de la Corte), la Hof-Musik-Capelle (Música de la Capilla de Corte), la Hof-Apotheke (Farmacia de la Corte), el Prater, la Menagerie (zoológico) de Schönbrunn, el Departamento de Caza de Gödölló y los viñedos de Tarczal (en Trentino-Alto Adigio, actualmente en Italia).
- Hof-Bau-Verwaltungen (Administración de los Edificios de la Corte): bajo la dirección de un burghauptmann (castellano) se dividía entre Viena, Budapest, Schönbrunn y Hetzendorf, Laxenburg y Baden, Praga, la Burgthore, el Belvedere, el Augarten, la Hofopern, el Hofburgtheater, Innsbruck y Ambras, Salzburgo y Hellbrunn, Miramar y el Hof-Mobilien-Depot (Almacén de muebles de la Corte)
- Hof-Garten-Verwaltungen (Administración de los Jardines de la Corte): también dividida en varias secciones según los palacios y las ciudades.
- Hofwirthschaft (Departamento del servicio y menaje de la Corte): agrupaba la Hof-Zehrgaden (Despensa de la Corte), la Hofküche (Cocina de la Corte), la Hofzuckerbäckerei (Repostería de la Corte), el Hofkeller (Cava de la Corte), la Hof-Wäschkammer (Lavadero de la Corte) y la Hoftafel- und Silberkammer (Cámara de la Mantelería y la Plata de la Corte).
- Oberstjägermeister-Amt (Departamento del Gran Cazador): organizaba las cacerías en los cotos de caza de Hütteldorf, Lainz, Aspern (actualmente distritos de Viena) y Laxenburg.
- General-Intendanz der k. k. Hof-Theater (Intendencia General de los Teatros Imperiales y Reales): dirigida por un directo, administraba los teatros que dependían de la corte, esencialmente la Hofopern (la Ópera de la Corte) y el Hofburgtheater (el Teatro del Hofburg).
- Garden (Guardias): la guardia imperial, bajo la dirección del Gran Maestre de la Corte, se dividía en cinco unidades de leibgarde (guardia de corps).
  - Arcieren-Leibgarde (Guardia de Arqueros)
  - Kön. ung. Leibgarde (Real Guardia Húngara)
  - Trabanten-Leibgarde (Guardia de Trabantes)
  - Leibgarde-Reiter-Escadron (Escuadrón de Guardia de Caballería)
  - Leibgarde-Infanterie-Compagnie (Compañía de Guardia de Infantería)

## Oberstkämmerer-Stab(Plantilla del Gran Chambelán de la Corte)
Se organizaba en:
- Oberstkämmerer-Stab (Departamento del Gran Chambelán de la Corte): encargado de la gestión.
- Habsburg-Lothringischer Hausschatz (Tesoro de la Casa de Habsburgo-Lorena): es decir, las actuales joyas de la corona austríaca, además de joyas privadas y familiares.
- Kunsthistorische Sammlungen des Allerhöchsten Kaiserhauses (Colecciones histórico-artísticas de la Altísima Casa Imperial): es decir, el actual Museo de Historia del Arte de Viena, dividido a su vez entre colecciones de antigüedades, monedas y medallas, armas y objetos de arte industrial, y galería de pinturas.
- K. K. naturhistorisches Hof-Museum (Imperial y Real Museo de Historia Natural de la Corte): es decir, el actual Museo de Historia Natural de Viena.
- K.K Hof-Bibliothek (Imperial y Real Biblioteca de la Corte): el emblemático edificio de Johann Bernhard Fischer von Erlach, actual sede de la Biblioteca Nacional de Austria.
- K. und K. Österreichisch-ungarisches Ehrenzeichen für Kunst und Wissenschaft (Imperial y Real Condecoración Austrohúngara para las Artes y las Ciencias): fundada por el emperador Francisco José I el 18 de agosto de 1887.